# Catàleg d'accés públic en línia
Un catàleg d'accés públic en línia sovint anomenat OPAC (acrònim anglès de Online Public Access Catalog), és una base de dades composta per registres bibliogràfics que descriuen els llibres i altres materials propietat d'una biblioteca o d'un sistema bibliotecari, i que són accessibles a través de terminals d'ús públic o estacions de treball en línia.
Una de les principals funcionalitats i la raó de ser d'un catàleg d'accés públic en línia és la recuperació d'informació, per tal de donar resposta a la cerca d'informació d'un usuari, dins d'una col·lecció de documents, a partir, per exemple, d'una especificació de temes.

## Història

### Els primers catàlegs en línia
Malgrat que a la dècada del 1960 ja existia un bon grapat de sistemes experimentals, els primers catàlegs en línia a gran escala no es van desenvolupar fins al 1975 a la Universitat Estatal d'Ohio i 1978 a la biblioteca pública de Dallas. En aquesta època els catàlegs de biblioteques estaven pensats per ser usats per bibliotecaris i usuaris experts. A partir dels anys 1980, però, aquests comencen a popularitzar-se i els seus usuaris passen a ser els mateixos usuaris de la biblioteca. En aquest sentit, comencen a sorgir múltiples estudis que van encarats a descobrir les necessitats informatives d'aquests usuaris i com gestionen la seva estratègia de cerca als catàlegs.
Des de mitjan anys 1980, s'ha substituït el catàleg de targeta pel catàleg en línia a la majoria de les biblioteques universitàries i nacionals. Des de mitjan dels anys 1990 van arribar les interfícies basades en el web. El catàleg en línia sovint forma part d'un sistema bibliotecari integrat. Com a catàlegs, els nous OPAC demostren avenços respecte als catàlegs tradicionals, especialment, en termes d'accés remot pels usuaris i, també, pel seu potencial per a integrar molts tipus i fonts de documents a través d'una única interfície.
En l'actualitat, unes 30.000 biblioteques tenen registres bibliogràfics en un catàleg d'accés públic en línia del OCLC, anomenat WorldCat, que és un catàleg realitzat amb la col·laboració de biblioteques públiques i privades arreu del món, sobretot als Estats Units i el Canadà. WorldCat mostra quantes biblioteques posseeixen el mateix llibre o material. Els usuaris de WorldCat poden connectar-se al mateix OPAC de la seva biblioteca per veure la informació d'altres biblioteques. L'OCLC WorldCat no és tècnicament un OPAC en si mateix, sinó una macro OPAC. És una base de dades bibliogràfica usada principalment pel personal de la biblioteca de les institucions que tenen una subscripció anual als serveis d'OCLC. No és utilitzada pels usuaris o el públic en general a menys que la seva biblioteca local estigui subscrita al servei de referència de l'OCLC FirstSearch. Els actuals mòduls de catàlegs d'accés públic en línia se serveixen de llistes desplegables, finestres emergents, caixes de diàleg, operacions de ratolí, i altres components gràfics de la interfície, amb la finalitat de simplificar l'entrada de les dades per a la recerca i format de visualització dels registres.

### L'estancament i la insatisfacció
La dècada de 1990 va veure un relatiu estancament en el desenvolupament de catàlegs en línia. Malgrat que les interfícies anteriors basades en text van ser substituïdes per altres basades en el Web, tant el disseny com la tecnologia de cerca subjacent de la majoria dels sistemes no van avançar més enllà dels desenvolupats a la fi dels anys 1980.
Abans de l'ús generalitzat d'Internet, el catàleg en línia era sovint la primera informació dels usuaris de la biblioteca. Ara, acostumats als motors de cerca web, les noves generacions d'usuaris de la biblioteca estan cada vegada més insatisfets amb els complexos (i, sovint arcans) mecanismes dels sistemes de cerca dels catàlegs en línia més antics. Això, al seu torn, va donar lloc a crítiques d'aquests sistemes dins de la mateixa comunitat de biblioteques, i, en els últims anys, al desenvolupament dels catàlegs més recents, sovint anomenats de catàlegs de nova generació.

### Catàlegs de nova generació
La nova generació de sistemes de catàleg de la biblioteca es distingeixen dels catàlegs d'accés públic anteriors per l'ús de tecnologies més sofisticades de cerca, incloent-hi la classificació de rellevància i la recerca facetada, així com característiques destinades a una major interacció i participació de l'usuari amb el sistema, incloent-hi l'etiquetatge i les crítiques. Aquestes noves característiques depenen en gran manera de metadades existents, que sovint són pobres o inconsistents, particularment per als registres més antics. Aquests nous catàlegs d'accés públic també s'han anomenat «OPAC 2.0». Estan basats en l'aplicació de les tecnologies i les actituds de la Web 2.0 al catàleg bibliogràfic. En altres ocasions, se'ls ha anomenat també OPACS socials.
Aquests sistemes més nous són gairebé sempre independents dels «sistemes integrats de gestió de biblioteques» (SIGB). Mentre que els sistemes de catàlegs en línia més antics van ser construïts gairebé exclusivament pels venedors dels SIGB, les biblioteques recorren, cada vegada més, als sistemes de catàlegs de pròxima generació construïts per empreses de recerca empresarial i projectes de codi obert, sovint guiades per les mateixes biblioteques. Els costos associats amb aquests nous sistemes, han frenat la seva adopció, en particular a les institucions més petites.
Actualment, les expectatives dels usuaris creades per l'ús d'altres fonts d'informació i el desenvolupament d'estàndards que permeten una major interoperabilitat juntament amb l'aparició d'eines de cerca més completes i intuïtives, han posat en qüestió l'existència mateixa dels OPAC.

## Components i funcions d'un catàleg OPAC
Els elements constitutius d'un catàleg d'accés públic en línia són:
- La interfície de l'usuari, l'element clau, i visible, per a intercanviar informació entre l'usuari i el sistema.
- La interfície del sistema de gestió de la base de dades, que actua com a intermediària entre la base de dades, el sistema de gestió d'aquesta i els mètodes de recuperació.
- El sistema de gestió de la base de dades, el qual permet realitzar les operacions sobre els fitxers, els registres i els índexs de la base de dades.
- La base de dades, l'element clau que ofereix la informació perquè el catàleg realitzi la seva funció.

## Catàlegs col·lectius
Tot i que els catàlegs de biblioteques solen reflectir les participacions d'una sola biblioteca, també poden contenir les participacions d'un grup o consorci de biblioteques. Aquests sistemes, coneguts com a catàlegs col·lectius, generalment estan dissenyats per facilitar el préstec de llibres i altres materials entre les institucions membres de la xarxa. Exemples d'aquest tipus de catàleg són els de COPAC, SUNCAT, NLA Trove, i WorldCat, que reflecteixen les col·leccions de biblioteques d'arreu del món. En el cas català trobem, per exemple:
- Aladí. Catàleg de la Xarxa de Biblioteques Municipals
- CCUC (Catàleg Col·lectiu de les Universitats de Catalunya).[14][15]
- REBIUN (Catálogo Colectivo de la Red de Bibliotecas Universitarias).[9]
- CRAI UB (Centre de Recursos per l'Aprenentatge i la Investigació).[16]
- Fons d'Història local de Catalunya, catàleg sobre història local de Catalunya